# سالتی ۶۹۷۴
سیارک ۶۹۷۴ (به انگلیسی: 6974 Solti، نامگذاری:1992MC) شش هزار و نهصد و هفتاد و چهارمین سیارک کشف شده‌است که در ۲۷ ژوئن ۱۹۹۲ کشف شد.